# قائمة كليات الطب في السعودية
قائمة كليات الطب في المملكة العربية السعودية:
الحكومية:
- كلية الطب بجامعة الإمام محمد بن سعود الاسلامية
- كلية الطب بجامعة الملك سعود بن عبدالعزيز للعلوم الطبية بالرياض و جدة
- كلية الطب بجامعة الملك سعود بالرياض
- كلية الطب بجامعة المجمعة
- كلية الطب بجامعة الملك عبد العزيز بجدة
- كلية الطب بجامعة جدة
- كلية الطب بجامعة الملك فيصل بالأحساء
- كلية الطب بجامعة الدمام
- كلية الطب بجامعة الملك خالد بأبها
- كلية الطب بجامعة أم القرى بمكة المكرمة
- كلية الطب بجامعة طيبة بالمدينة المنورة
- كلية الطب بجامعة الطائف
- كلية الطب بجامعة القصيم
- كلية الطب بجامعة الخرج
- كلية الطب بجامعة بيشة
- كلية الطب بعنيزة
- كلية الطب بجامعة الخرج
- كلية الطب بجامعة الباحة
- كلية الطب بجامعة حائل
- كلية الطب بجامعة تبوك
- كلية الطب بجامعة نجران
- كلية الطب بجامعة الحدود الشمالية
- كلية الطب بجامعة الجوف
- كلية الطب بجامعة جازان
- كلية الطب بالدوادمي [1]
- كلية الطب بشقراء[2]

الخاصة:
- جامعة الفيصل
- جامعة المعرفة
- جامعة دار العلوم
- كلية محمد المانع للعلوم الطبية
- كلية ابن سينا للعلوم الطبية الأهلية بجدة
- كلية البترجي الأهلية للعلوم الطبية والتقنية بجدة
- كليات الفارابي في الرياض وجدة
- كليات الرياض لطب الأسنان والصيدلة
- كليات سليمان الراجحي الأهلية
- كلية العناية الطبية
- كليات الغد الدولية للعلوم الصحية
- كليات بريدة الأهلية
- كليات الريان الاهلية
- كلية فقيه للعلوم الطبية
- الجامعة السعودية الإلكترونية